# Qaraçinar
Qaraçinar (ryska: Карачинар, armeniska: Karach’inar, Կարաչինար) är en ort i Azerbajdzjan.   Den ligger i distriktet Goranboj, i den centrala delen av landet, 280 km väster om huvudstaden Baku. Qaraçinar ligger 712 meter över havet och antalet invånare är 816.
Terrängen runt Qaraçinar är lite bergig. Närmaste större samhälle är Safykyurd, 16,0 km nordost om Qaraçinar.
I omgivningarna runt Qaraçinar växer i huvudsak blandskog. Runt Qaraçinar är det ganska glesbefolkat, med 32 invånare per kvadratkilometer.